# Classe Fidonisy

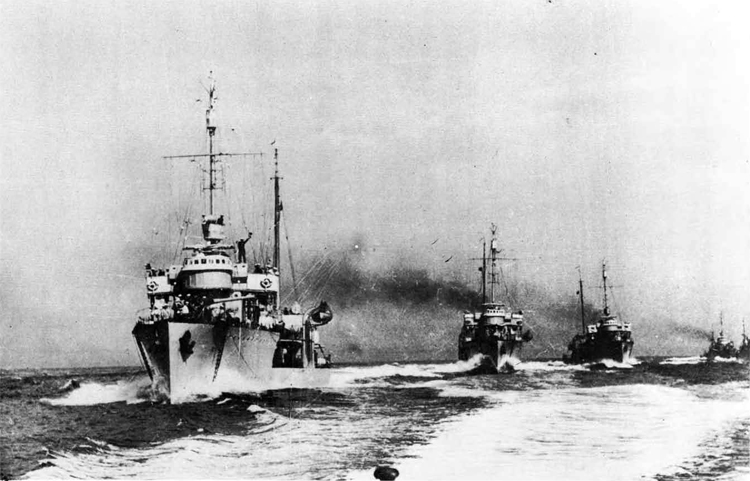

A classe Fidonisy, também conhecida como classe Kerch, foi um grupo de oito contratorpedeiros construídos para a Frota do Mar Negro da Marinha Imperial Russa durante a Primeira Guerra Mundial. Eles participaram da Primeira Guerra Mundial, da Guerra Civil Russa e da Segunda Guerra Mundial.

## Design e descrição
No início de 1914, vários meses antes do início da Primeira Guerra Mundial, a construção de uma terceira série de oito contratorpedeiros baseados no Novik para a Frota do Mar Negro foi proposta pelo Ministério Naval em resposta ao fortalecimento percebido da Marinha Otomana. Isto foi aprovado por Nicolau II em 24 de junho, depois que os contratorpedeiros receberam nomes em homenagem às vitórias do Almirante Fyodor Ushakov em 16 de junho. Os navios da classe Fidonisy foram finalmente construídos como uma versão melhorada da classe Derzky com 102 milímetros arma. O historiador naval Siegfried Breyer considerou a classe como a menos bem-sucedida dos sucessores dos Novik.

## Serviço
Apenas o Fidonisy foi concluído a tempo de participar do combate, ajudando a afundar alguns veleiros turcos em outubro de 1917, antes que a marinha cessasse as operações ofensivas contra as Potências Centrais em resposta ao Decreto Bolchevique de Paz no início de novembro, antes de um Armistício formal ser assinado no mês seguinte.